# Christian Skredsvig

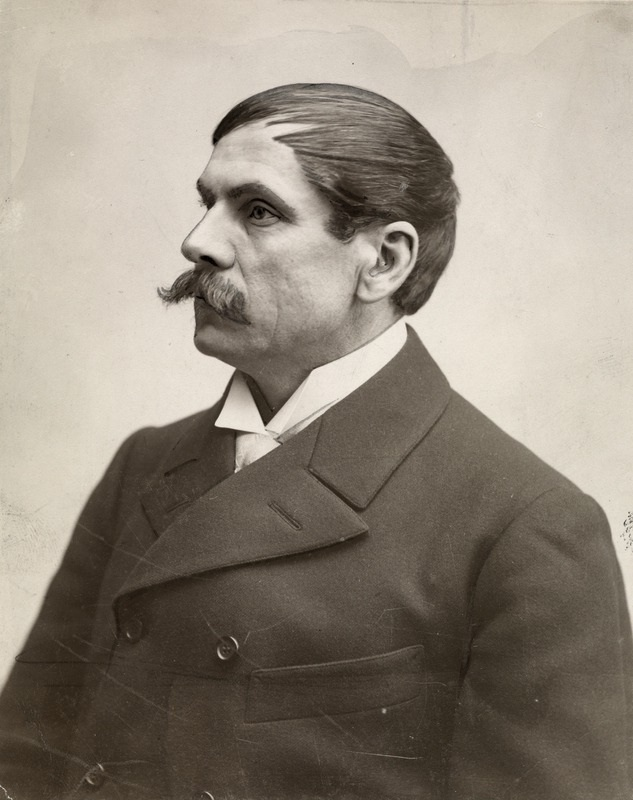
Christian Skredsvig runt 1910

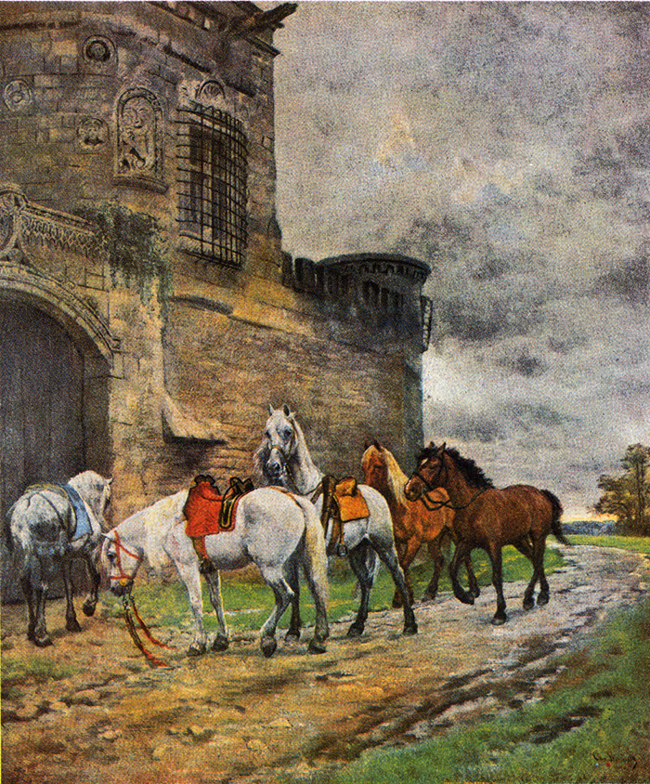
Ballad målad av Skredsvig 1881.

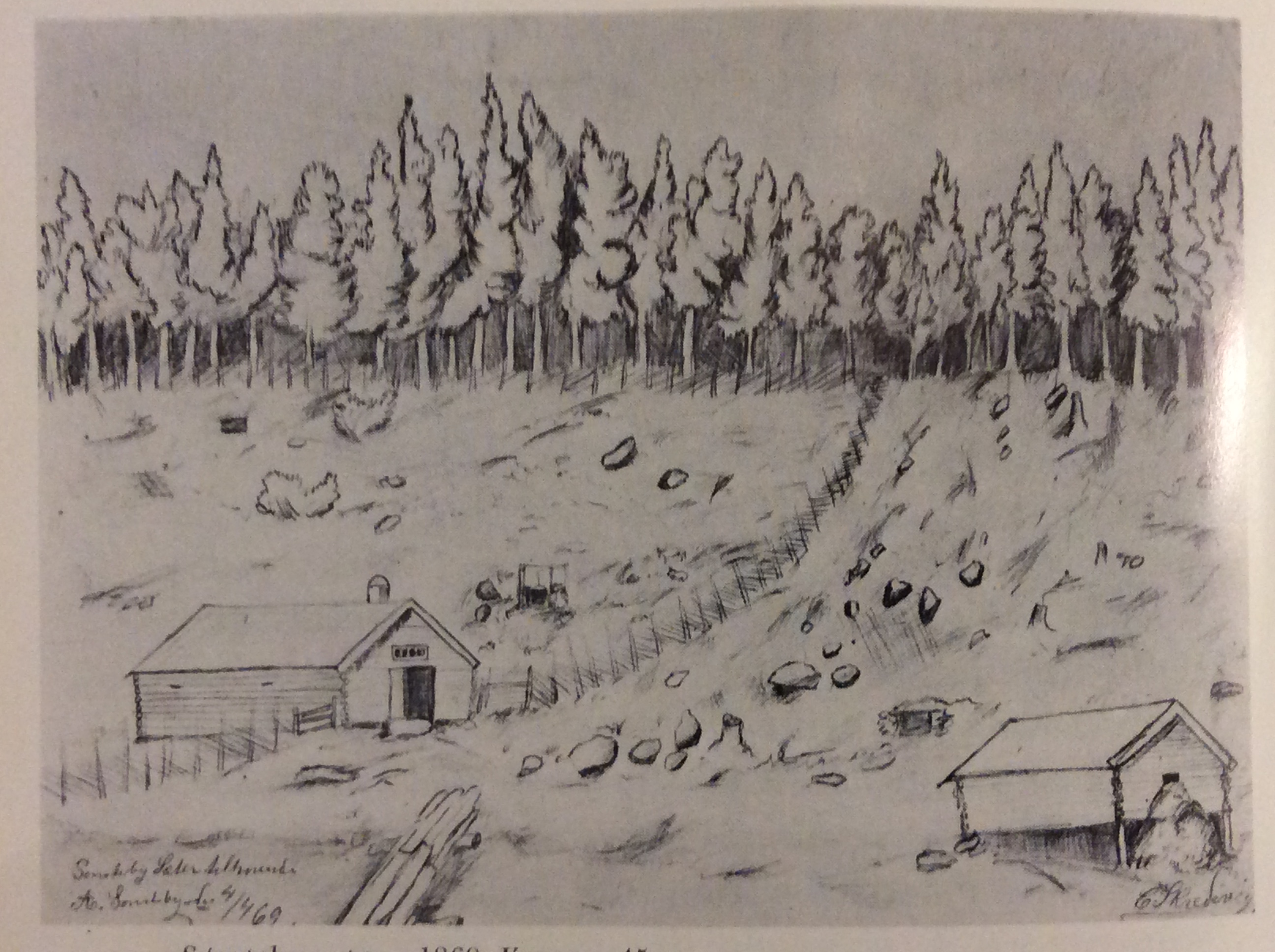
Teckning gjord av en ung Skredsvig

Christian Skredsvig, född 12 mars 1854 i Modum i Buskerud, död 19 januari 1924 i Eggedal i Sigdal, var en norsk målare och författare.
Femton år gammal började han på Eckersberg tegne- og malerskole i Kristiania. Han studerade senare i Köpenhamn, vid Akademie der Bildenden Künste München och i Paris. År 1881 vann han, som ende norske konstnär, guldmedalj för målningen Une ferme à Venoix ("En bondgård i Venoix") vid Salongen i Paris. 
Efter många år i Paris flyttade han 1886 hem till Norge och gården Fleskum i Bærum, där han tillsammans med konstnärsvänner var med och inledde nyromantiken i norsk målarkonst under Fleskumsommeren samma år. Skredsvigs mest kända bild Seljefløiten är målad vid Dælivannet i Bærum.
I tolv år var han gift med Maggie Plathe från Høvik, men de skilde sig 1894 och han flyttade till Eggedal i Sigdal kommun, där han byggde sitt hem Hagan (som numera är museum). År 1898 gifte han sig med Beret Berg från Eggedal och de fick fyra barn tillsammans. Eggedalsnaturen gav Skredsvig ro och inspiration. Kända målningar från Eggedal är Vår i Hagan, Idyll och Jupsjøen. År 1896 flyttade också Skredsvigs gode vän från studietiden i München, konstnären Theodor Kittelsen, till Sigdal.
Skredsvig skrev också. År 1908 kom hans självbiografin Dager og netter blant kunstnere. Senare följde romanerna Møllerens Søn (1912) och Evens hjemkomst.
Skredsvig bodde kvar i Hagan i Eggedal fram till sin död 1924. På hans gravsten reste ungdomen i Eggedal en bautasten med följande ord inhuggna: 
"Udødelig ditt navn vil stå, din kunst vil fjerne slekter nå".